# Stek (potrawa)

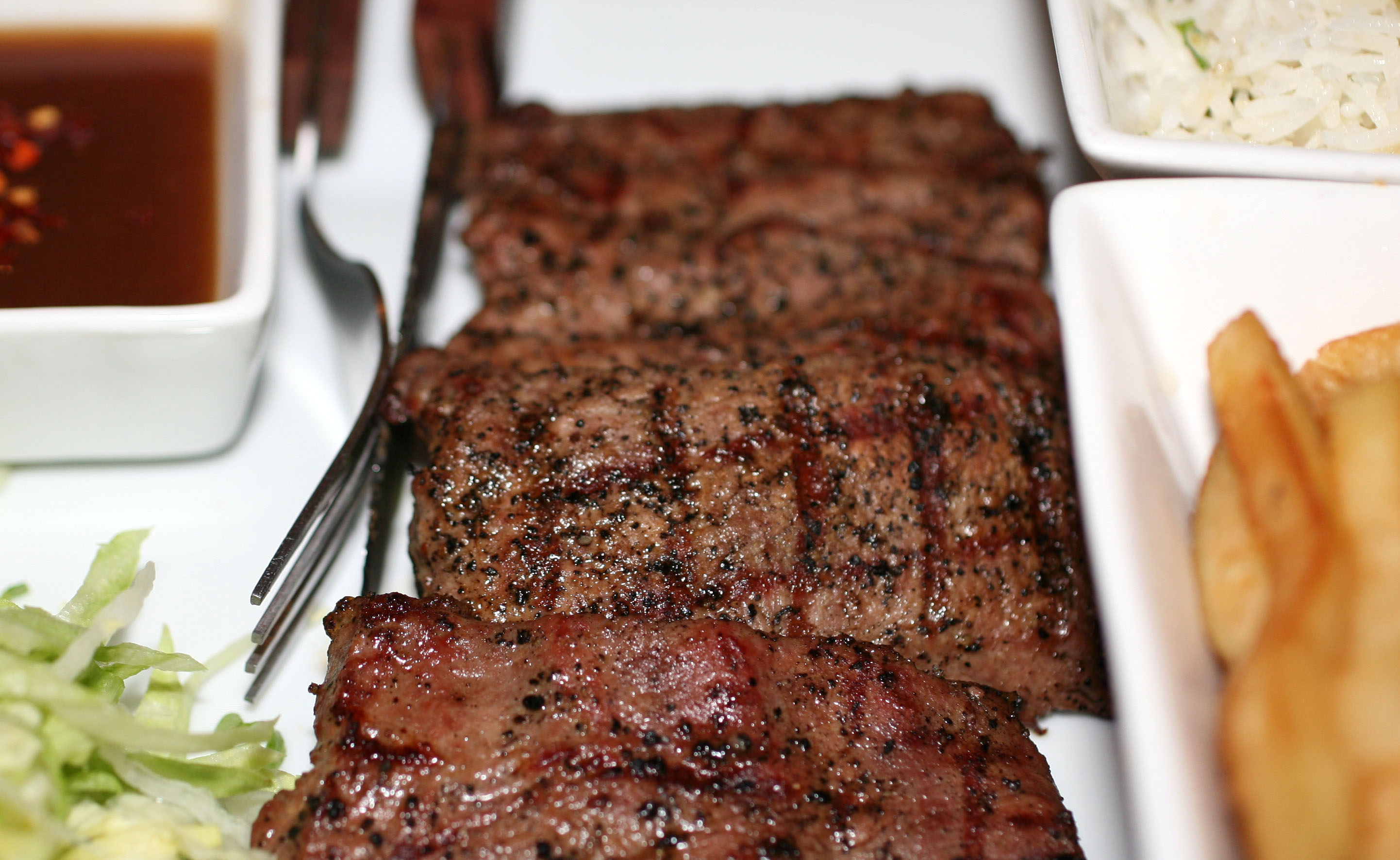
Przyprawiony i pieczony na węglu drzewnym stek z jagnięciny.

Stek (ang. steak, ze staronordyjskiego steik, czyli „smażyć”) – potrawa z kawałka mięsa krojonego w poprzek włókien mięśniowych lub ryby krojonej w poprzek kręgosłupa. Mięso na steki zazwyczaj jest grillowane lub smażone z odrobiną oleju. Steki rybne można przyrządzić w piekarniku.

## Charakterystyka
Stek może także być mięsem gotowanym w sosie lub mielonym uformowanym w kształt kotleta (np. stek Salisbury lub hamburger). W potocznym rozumieniu słowo stek odnosi się głównie do befsztyku – steku wołowego. Steki z mięsa innych zwierząt zwykle nazywane są z użyciem dookreśleń, np. stek z dzika, stek z łososia etc.

## Stek wołowy

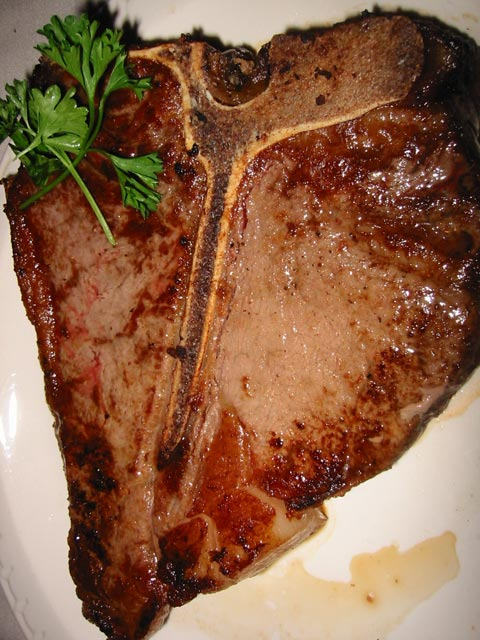
Stek typu T-bone

Befsztyk (także: stek) – potrawa ze smażonego, pieczonego lub grillowanego mięsa wołowego, głównie polędwicy lub karkówki, krojonych w poprzek włókien mięśniowych.
Stek może być wysmażony w dowolnym stopniu – całkowicie, średnio lub nawet być surowy w środku (krwisty), w zależności od upodobań. Wyróżnia się też specjalnie przyrządzone różne rodzaje befsztyków: châteaubriand, medalion, filet mignon lub T-bone.

## Stek rybny
Specyficznym rodzajem tego dania są steki rybne, np. z halibuta, łososia, czy tuńczyka. Mięso ryb przygotowywane jest poprzez odkrajanie płatów wzdłuż kręgosłupa wraz z przylegającymi ośćmi, co odróżnia je od filetów. Ryby bardzo często przyrządza się w całości (tuszkach) lub w formie filetów.
W przeciwieństwie do mięsa wołowego, steki rybne przygotowuje się z reguły w sosie.